# 南部先囃子
南部先囃子（なんぶさきばやし）は、福島県本宮市にある太鼓台。本宮市の安達太良神社秋季例大祭にて町を練り歩く。
半纏の柄は藍色の青海波で背中に「南部」と染め抜かれている。

## 親組織
- 南部若連

## 活動内容
- 主に小学生から中学生で構成される。
  - 小学生‐小太鼓
    - 10月初旬からその年の例大祭への参加募集がかかり、それぞれの小学校に募集用紙が配られてそれに必要事項を書いて練習初日に持っていき参加が認められる。

その後、練習が何日か行われて若連が小学生の太鼓の上手さと学年順で番組 (いわゆる番付)を付ける。この番組によっていつ、どこで太鼓を打つかが決められる。番組は「一番組甲」、「一番組乙」という具合に4人ずつ割り振られる。特に一番組はその年の6年生の中でも上手い者が選ばれると決まっており、祭りの出発式や解散式などの重要な式典や場所での演奏を任される。
ちなみに、太鼓のバチは初めて太鼓台に参加した際に買う事になっている。
- 中学生‐小太鼓、大太鼓、笛
  - 中学1年生までは番組が存在、一番上手い者には「特一番組甲」がつけられる。
  - 中学2年生になると、大太鼓や笛などの練習もして、実際に祭りの目立たない所で演奏の機会を与えられる。ちなみに、高校生になると若連の仲間入りとなるのである。

## 曲目
- 馬鹿囃子 (昼の直進)
- 鳥囃子 (神輿とのすれ違い)
- ショーテン (昼の停止時)
- サッサロ (曲がり角)
- タマガワヤ (上り坂)
- シッキリ馬鹿囃子(夜間の直進)
- 角兵衛 (神社下)
- テンヤ (下り坂)
- 砂切 (夜間)
- ショウリュウ (スギナリ上昇・夜間の停止時)

## 関連事項
- 安達太良神社
- 北部先囃子
- 二本松提灯祭り